# Парадокс

Гідростатичний парадокс (парадокс Паскаля)

Тиск на дні усіх трьох посудин однаковий

Парадо́кс (від грец. παράδοξος — незвичайний, неймовірний, дивний, від грец. παρα — поруч, біля, порівняно з і грец. δόξα — думка, погляд, пов'язаного з грец. δόγμα — положення, догма; грец. δοκέω — вважаю, думаю):
- порізно істинне твердження чи група тверджень, яке призводить до суперечності або ігнорує інтуїцію.
- формально логічна суперечність, яка полягає в тому, що в процесі доведення створюються умови для одночасного доказу істинності і хибності певного висловлювання, причому доведення істинності цього висловлювання неодмінно веде до визнання його хибності і навпаки.
- несподіване явище, яке не відповідає звичайним науковим уявленням.
- думка, що разюче розходиться з усталеними поглядами, начебто суперечить здоровому глуздові, хоч насправді може й не бути хибною.

## Етимологія
Етимологія слова парадокс може походити від одного з діалогів Платона «Парменид», в якому Зенон Елейський використовує слово «paradoxon» для опису своїх плідних філософських ідей. Парадокси множинності і руху Зенона, які виявили проблеми в грецькому розумінні простору і часу, були розв'язані тільки завдяки відкриттям математики 19 століття.
Пізніше і частіше використання слова парадокс стосується раннього Відродження.

## Парадокси в мистецтві

### Парадокс як художній прийом
Парадоксальність властива багатьом творам мистецтва різноманітних жанрів. Через свою незвичайність парадоксальні вислови, назви, зміст творів привертають увагу. Це використовується в розмовному жанрі, в театральному і цирковому мистецтві, особливо ілюзіоністами (фокусниками), в живописі та фольклорі. Хороші оратори використовують цей прийом у своїх виступах для підтримання уваги слухачів. Популярна дитяча «поезія безглуздя» Льюїса Керрола   в анімації також побудована на парадоксальності.
Парадоксальними є багато афоризмів відомих мислителів. Наприклад, висловлювання Вольтера: «Ваша думка мені глибоко ворожа, але за ваше право її висловити я ладен пожертвувати своїм життям» або Ніцше: «Жебраків потрібно виганяти — неприємно давати їм і неприємно не давати їм», Фрумкера: «Чоловік від жінки відрізняється тим, що перед тим як зробити помилку, він все ретельно продумує». Парадоксальністю вирізняються і афоризми Козьми Пруткова, Бернарда Шоу, Оскара Уайльда, Станіслава Єжи Лєца.

### Парадокс в музиці
В класичній музиці парадоксом прийнято називати вишукані, дивні твори чи фрагменти, які відрізняються від традиційного звучання. У стародавній Греції парадоксами називали також переможців в олімпійських змаганнях співаків і виконавців інструментальної музики.

## Парадокси в науці

### Парадокси в математиці
Поширені лейтмотиви в парадоксах містять прямі та непрямі самопосилання, нескінченність, циклічні визначення, плутанину рівнів судження. Парадокси, які не базуються на прихованій помилці, здебільшого трапляються на периферіях контексту або мови і вимагають розширення контексту чи мови для позбавлення їх від парадоксальних якостей.
Ніколя Бурбакі пише:
«З найдавніших часів критичний перегляд основ усієї математики в цілому або будь-якого її розділу майже незмінно змінювалися періодами непевності, коли виникали протиріччя, які доводилося вирішувати… Але от уже двадцять п'ять століть математики мають звичай виправляти свої помилки й бачити в цьому збагачення, а не збідніння науки; це дає їм право дивитися в майбутнє спокійно»

### Парадокси з самопосиланням
Це парадокси, в яких зазвичай суперечність виникає з самопосилання.
- Парадокс брехуна: «Це твердження неправдиве» — канонічний парадокс з самопосиланням. Ще приклад такого парадоксу — «Відповідь на дане питання є ні».
- Парадокс Грелінга-Нельсона (споріднений з Парадоксом Рассела): Чи є слово «гетерологічний», що означає «який не застосовується до себе», гетерологічним словом?
- Парадокс Рассела.

## Парадокси в законотворчості
В 2013 році Російська федеральна служба з нагляду у сфері зв'язку, інформаційних технологій і масових комунікацій видала документ, який визначив нецензурні «чотири загальновідомі слова», які є неприпустимими для вживання в ЗМІ. При цьому, відповідно до чинної практики, документ має бути опублікований в ЗМІ й документ мав би містити заборонені слова, але в цьому випадку він суперечив би сам собі.